# Pfarrkirche St. Urban bei Feldkirchen

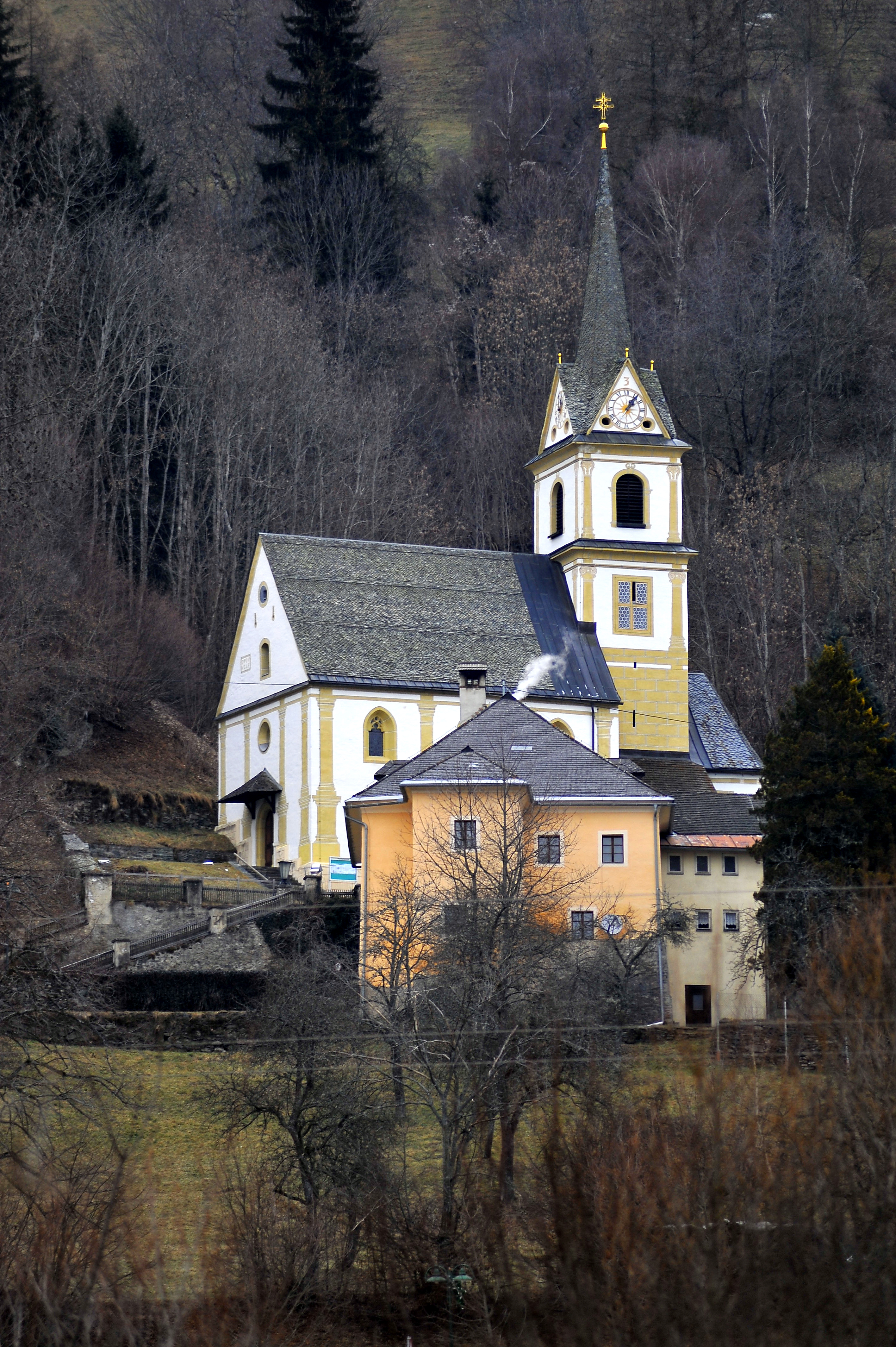
Pfarrkirche St. Urban

Die Pfarrkirche St. Urban bei Feldkirchen ist eine römisch-katholische Kirche des Dekanats Feldkirchen. Eine Kirche in der Gemeinde St. Urban wurde erstmals 1164 erwähnt.

## Baubeschreibung

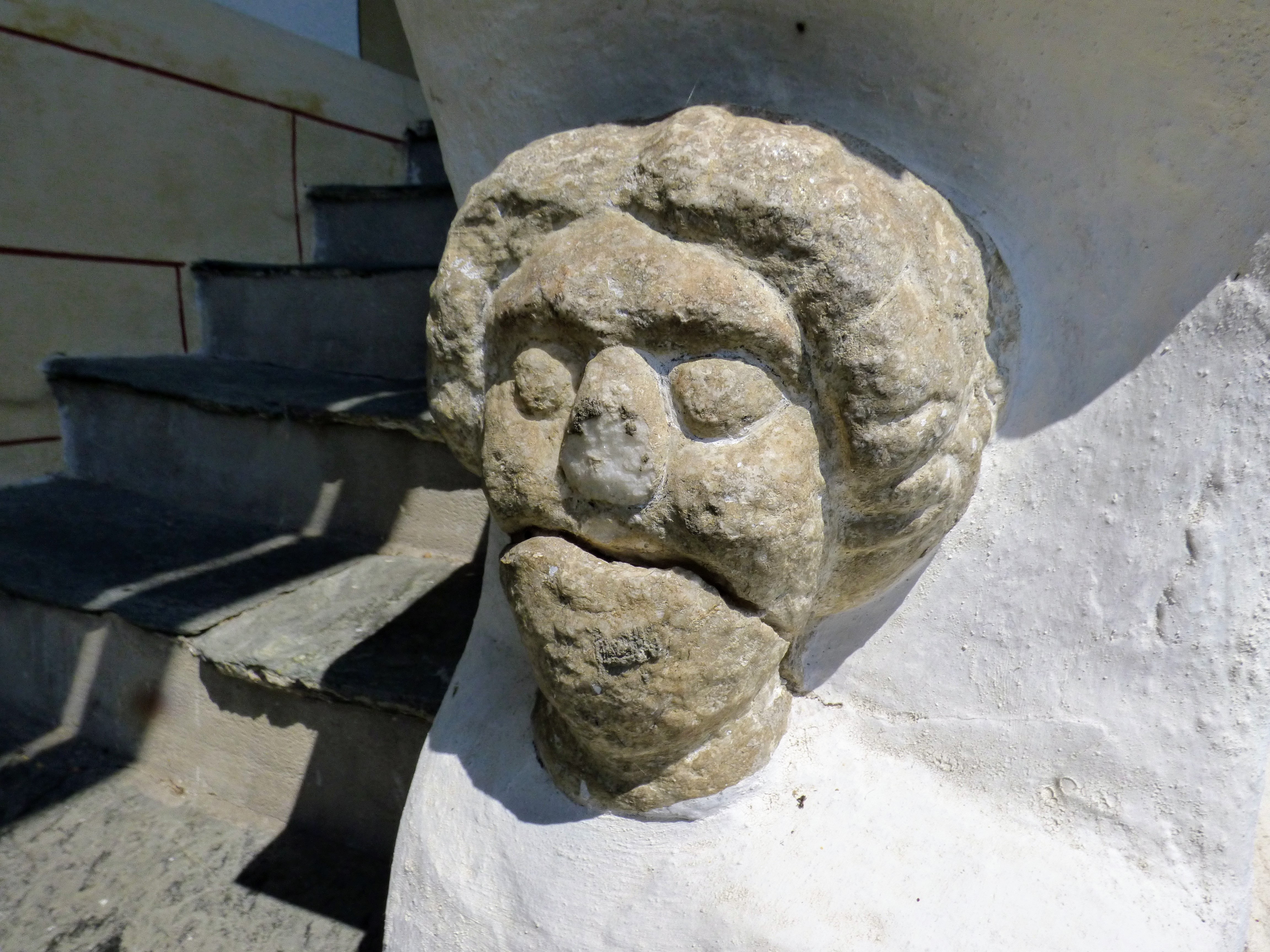
Eingemauerter römerzeitlicher Steinkopf

Das Gotteshaus ist ein spätgotischer Bau aus dem ersten Viertel des 16. Jahrhunderts, der später barockisiert wurde. Der Chorturm und der Chor stammen aus dem 14. Jahrhundert. Der Turm mit runden Schallöffnungen steht zwischen Langhaus und Chor und wird von einem im 19. Jahrhundert veränderten Pyramidendach bekrönt. Eine Glocke wurde 1851 gegossen.
Den Chor stützen später angesetzte Strebepfeiler. Gemalte, spätbarocke Pilaster gliedern die Fassade des Langhauses. An der Außenmauer sind zwei einfache Köpfe aus einem römerzeitlichen Medaillongrabbau sowie die Epitaphe der Margaretha Geschweindlin (1639) und des Johan Reyer (1862) eingemauert. Eine zweiarmige, zweiläufige Treppe mit einem von Holzsäulen gestützten Dach führt zum südlichen gekehlten Rundbogenportal von 1524. Aus demselben Jahr stammt das gekehlte und im oberen Teil verstäbte Westportal.
Im dreijochigen Langhaus erhebt sich ein Sternrippengewölbe auf Wandvorlagen mit Runddiensten. Das Turmjoch mit Kreuzrippengewölbe besitzt einen Sternschlussstein. An der Nordseite öffnet ein niederer Segmentbogen das Turmjoch zum Taufkapellenraum mit einem Kreuzgratgewölbe. Im Süden befindet sich die flachgedeckte Sakristei. Der reliefierte Schlussstein des Kreuzrippengewölbes im Chorjoch zeigt das Haupt Christi. Die Rippen im polygonalen, tonnenartig gewölbten Chorschluss wurden abgeschlagen. Der Kirchenraum wird unter anderem durch drei zweibahnige Maßwerkfenster belichtet.

## Wandmalereien
Die Wandmalereien entstanden im zweiten Viertel des 15. Jahrhunderts. Im Chorjoch ist an der Südwand eine Kreuzigung im Gedräng dargestellt. Gottvater an der Nordwand ist wahrscheinlich ein Fragment einer Verkündigung. Im Westen über dem Rundbogen ist eine Deësis und der Erzengel Michael im Kampf mit dem Teufel zu sehen, im Gewölbe Medaillons mit den apokalyptischen Tieren und in der Triumphbogenlaibung weibliche Heilige in Kastenräumen. Die Fresken im Chor stellen an der Südwand eine Stifterszene, an der Ostwand den heiligen Paulus und im Gewölbe je zwei Evangelisten und Engel dar.

## Einrichtung
Der Hochaltar ist ein um 1740 gefertigter Wandaltar mit abgerückter Mensa. Der in Rot und Grün marmorierte Altar ist mit goldenem Laub- und Bandelwerk geschmückt. Die Mittelfigur stellt den heiligen Urban dar, das Aufsatzbild die heilige Dreifaltigkeit. Auf der Mensa stehen neben dem Tabernakel die Statuen von Engeln sowie der Märtyrer Laurentius und Stephanus. Die Konsolfiguren der Heiligen Florian und Stephanus entstanden um 1740.
Der um 1670 gefertigte Mariahilfaltar an der linken Seite besteht aus einer Ädikula über Sockel, Weinrankensäulen, seitlichen Konsolfiguren unter Baldachinbögen und einem gesprengten Segmentgiebel mit kleiner Ädikula als Aufsatz. Der Altar trägt eine Statue Marias, flankiert von Joachim und Anna.
Der rechte Wandaltar entstand um 1740. Die Mittelfigur stellt Christus in Trauer dar, die Seitenfiguren eine schmerzhafte Muttergottes und die heilige Helena, Den Aufsatz bildet ein Gemälde der heiligen Katharina sowie die Figuren des kreuztragenden Christus sowie der heiligen Veronika mit Schweißtuch.
Die Kanzel mit Schalldeckel wurde um 1730/40 gefertigt. Am polygonalen Kanzelkorb sind die Gemälde der vier Evangelisten zu sehen.
Weiters ergänzen eine Kreuzigungsgruppe aus dem 18. Jahrhundert am Triumphbogen, ein Gemälde mit der Erhöhung des heiligen Johannes Nepomuk aus dem 18. Jahrhundert sowie Kreuzwegbilder aus der zweiten Hälfte des 18. Jahrhunderts die Ausstattung der Kirche.